# Metropolia Kolonii

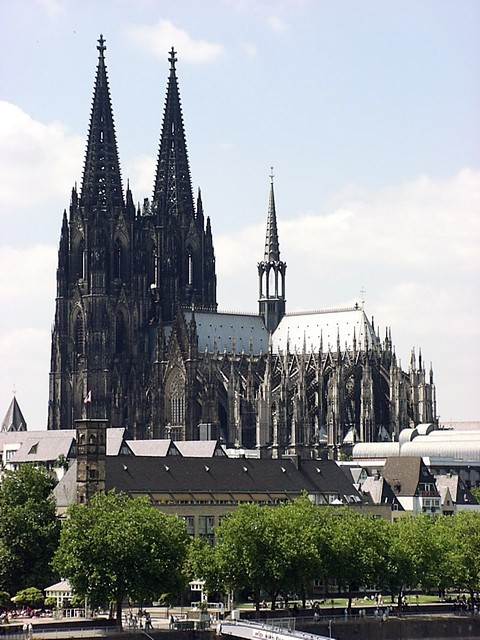
Katedra w Kolonii

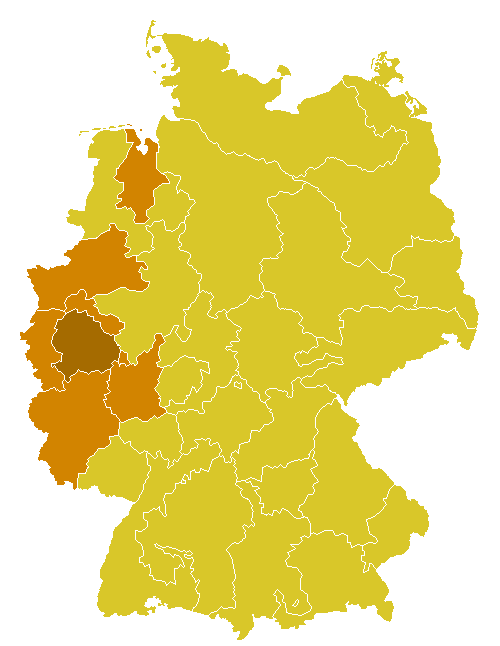
Mapa metropolii Kolonii

Metropolia Kolonii (także Metropolia reńska) – najstarsza z 7 metropolii obrządku łacińskiego w niemieckim Kościele katolickim.

## Dane ogólne
- Powierzchnia: 46 413 km²
- Ludność: 19 403 393
  - Katolicy: 7 486 270
  - Udział procentowy: 38,6%
- Księża:
  - diecezjalni: 3 027
  - zakonni: 926
- Zakonnicy: 1 283
- Siostry zakonne: 4 869

Dane aktualne na 26 listopada 2024.

## Geografia
Metropolia Kolonii obejmuje swoim zasięgiem najbardziej uprzemysłowioną część Niemiec: Nadrenię Północną-Westfalię, Nadrenię-Palatynat, część Hesji, Saary i Oldenburg.

## Podział administracyjny
1. Archidiecezja Kolonii
2. Diecezja Akwizgranu
3. Diecezja Essen
4. Diecezja Limburga
5. Diecezja Münsteru
6. Diecezja Trewiru